# Sangue nero (Iva Zanicchi)
Sangue nero è un singolo della cantante italiana Iva Zanicchi, pubblicato il 18 gennaio 2020. 

## Descrizione
Il brano pubblicato in occasione dell'ottantesimo compleanno dell'artista è la versione italiana di Canção do Mar con testo scritto da Cristiano Malgioglio e con l'arrangiamento curato da Diego Calvetti.

## Tracce
1. Sangue nero - 3:59